# Matías Molina
Pablo Matías Daniel Molina (Ezeiza, provincia de Buenos Aires, Argentina; 13 de junio de 1993) es un futbolista argentino. Juega de defensor y su equipo actual es Agropecuario de la Primera B Nacional.

## Carrera

### Tristán Suárez
Molina debutó con el Lechero el 7 de noviembre de 2012 en la victoria 4-2 sobre Talleres de Remedios de Escalada por la segunda eliminatoria de la Copa Argentina.
Convirtió su primer gol profesional el 18 de abril de 2014 en el empate 3-3 ante Flandria. Ese mismo torneo, le convirtió un tanto a Barracas Central.
En total, Molina jugó 93 partidos y convirtió 4 goles en su primera etapa en Tristán Suárez.

### Gimnasia de Jujuy
Tras varios años en el equipo de su ciudad, Molina viajó más de 1.500 kilómetros al norte para vestir la camiseta de Gimnasia y Esgrima de Jujuy, equipo de la Primera B Nacional. Llegaría en condición de préstamo en agosto de 2016.
Debutó en el Lobo jujeño el 4 de septiembre en el empate 1-1 entre Gimnasia y Douglas Haig. En su paso por el conjunto de la segunda categoría del fútbol argentino, disputó 17 partidos y no convirtió goles.

### Vuelta a Tristán Suárez
El defensor oriundo de Ezeiza retorna a Tristán Suárez tras su cesión en la provincia de Jujuy y jugó su primer partido el 2 de septiembre de 2017 en la victoria 2 a 0 contra Fénix. Dos semanas después, ante Villa San Carlos, convirtió su único gol en la temporada que le dio el 2-0 definitivo al equipo de zona sur. Jugó 24 partidos durante la temporada 2017-18.

### Atlanta
Su buen torneo en Tristán Suárez logró que Atlanta, equipo de la Primera B, se fijara en él y lo fiche en condición de libre. Justamente, su debut con el Bohemio ocurrió frente a su ex equipo, Tristán Suárez. El 18 de agosto de 2018, Atlanta goleó 4 a 0 al Lechero y Molina fue parte del elenco titular. Fue parte fundamental del equipo en la temporada, ya que disputó 33 encuentros de 38 posibles. Además, Atlanta logró el subcampeonato y el ascenso a la Primera Nacional, luego de 7 años en la tercera categoría del fútbol argentino.
Su debut en la segunda categoría con Atlanta ocurrió en la fecha 1 del torneo, cuando el conjunto porteño goleó 4-1 a Independiente Rivadavia. Convirtió su primer gol con la camiseta azul y amarilla en diciembre de 2020, durante el torneo de transición 2020, en el que Estudiantes y Atlanta empataron 3-3.

### Sarmiento de Junín
En 2021 tendría su primera experiencia en la Primera División, cuando llega libre a Sarmiento de Junín, equipo recién ascendido a la máxima categoría. Debutó en Sarmiento el 20 de julio en la derrota por 0-1 contra Temperley por Copa Argentina. En cuanto al torneo, hizo su debut el 20 de agosto en la goleada 3 a 0 sobre Atlético Tucumán. Durante su estadía en Junín, el defensor jugó 9 encuentros.

### Vuelta a Atlanta
Al año siguiente regresó a Atlanta luego de su paso por la Primera División. Su vuelta fue con una derrota 1-0 contra All Boys, ingresando a los 21 minutos del segundo tiempo por Gonzalo Klusener. Convirtió dos goles en su vuelta: el primero ante Flandria el 28 de marzo, en un encuentro que terminó 3-1 a favor del equipo de Villa Crespo; mientras que el segundo fue en el empate a 1 entre Atlanta y Deportivo Morón el 9 de abril.

## Estadísticas

### Clubes
- Actualizado hasta el 26 de octubre de 2023.

| Tristán Suárez Argentina | 3.ª                 | 2012-13             | 8   | 0  | 2 | 0 | - | - | 10  | 0  | 0,00 |
| Tristán Suárez Argentina | 3.ª                 | 2013-14             | 23  | 2  | 0 | 0 | - | - | 23  | 2  | 0,08 |
| Tristán Suárez Argentina | 3.ª                 | 2014                | 14  | 0  | 0 | 0 | - | - | 14  | 0  | 0,00 |
| Tristán Suárez Argentina | 3.ª                 | 2015                | 35  | 2  | 2 | 0 | - | - | 37  | 2  | 0,05 |
| Tristán Suárez Argentina | 3.ª                 | 2016                | 9   | 0  | 0 | 0 | - | - | 9   | 0  | 0,00 |
| Tristán Suárez Argentina | 3.ª                 | 2017-18             | 24  | 1  | 0 | 0 | - | - | 24  | 1  | 0,04 |
| Tristán Suárez Argentina | Total club          | Total club          | 113 | 5  | 4 | 0 | - | - | 117 | 5  | 0,04 |
| Gimnasia y Esgrima (J) Argentina | 2.ª                 | 2016-17             | 17  | 0  | 0 | 0 | - | - | 17  | 0  | 0,00 |
| Gimnasia y Esgrima (J) Argentina | Total club          | Total club          | 17  | 0  | 0 | 0 | - | - | 17  | 0  | 0,00 |
| Atlanta Argentina | 3.ª                 | 2018-19             | 33  | 0  | - | - | - | - | 33  | 0  | 0,00 |
| Atlanta Argentina | 2.ª                 | 2019-20             | 11  | 0  | 0 | 0 | - | - | 11  | 0  | 0,00 |
| Atlanta Argentina | 2.ª                 | 2020                | 10  | 1  | 0 | 0 | - | - | 10  | 1  | 0,10 |
| Atlanta Argentina | 2.ª                 | 2022                | 24  | 2  | - | - | - | - | 24  | 2  | 0,08 |
| Atlanta Argentina | Total club          | Total club          | 78  | 3  | 0 | 0 | - | - | 78  | 3  | 0,03 |
| Sarmiento (J) Argentina | 1.ª                 | 2021                | 8   | 0  | 1 | 0 | - | - | 9   | 0  | 0,00 |
| Sarmiento (J) Argentina | Total club          | Total club          | 8   | 0  | 1 | 0 | - | - | 9   | 0  | 0,00 |
| Cuniburo · Ecuador | 2.ª                 | 2023                | 23  | 3  | 0 | 0 | - | - | 23  | 3  | 0,13 |
| Cuniburo · Ecuador | Total club          | Total club          | 23  | 3  | 0 | 0 | 0 | 0 | 23  | 3  | 0,13 |
| Almagro Argentina | 2.ª                 | 2024                | 0   | 0  | 0 | 0 | - | - | 0   | 0  | 0,00 |
| Almagro Argentina | Total club          | Total club          | 0   | 0  | 0 | 0 | 0 | 0 | 0   | 0  | 0,00 |
| Total en su carrera | Total en su carrera | Total en su carrera | 239 | 11 | 5 | 0 | 0 | 0 | 244 | 11 | 0,04 |
| (1) Las copas nacionales se refiere a la Copa Argentina y a la Copa de la Liga Profesional. (2) Las copas internacionales se refiere a la Copa Libertadores y a la Copa Sudamericana. (3) Media de goles por encuentro. No incluye goles en partidos amistosos. |                     |                     |     |    |   |   |   |   |     |    |      |